# Avitaminose
 Mise en garde médicale
Une avitaminose est l'ensemble des manifestations dues à une absence de vitamine par carence totale et prolongée. 
Une hypovitaminose correspond à une insuffisance ou un déficit en vitamine (carence alimentaire partielle, ou par rapport aux besoins). Elle est parfois appelée avitaminose relative, fruste ou inapparente (décelée uniquement par examen biologique, à des taux inférieurs aux valeurs normales recommandées). 

## Causes
Le plus souvent, l'avitaminose est due à une carence d'apport alimentaire (avitaminose exogène). Celle ci peut survenir ou s'aggraver dans des situations particulières augmentant les besoins : croissance, grossesse, allaitement, pathologies diverses, etc.
Plus rarement, elle est liée à des troubles de l'absorption intestinale : maladie digestive, suites de chirurgie digestive, etc. On parle alors d'avitaminose endogène.

## Principales avitaminoses
Les avitaminoses sont désignées par la lettre de la vitamine faisant défaut. Les principales avitaminoses portant un nom particulier spécifique sont : 
- avitaminose B1 ou béribéri ;
- avitaminose B2 ou ariboflavinose ;
- avitaminose B12 ou maladie de Biermer ;
- avitaminose C ou scorbut ;
- avitaminose D ou rachitisme.
- avitaminose PP ou pellagre.

Les réserves corporelles en vitamines sont variables, par exemple : 
- vitamine B1 ou thiamine : une à deux semaines ;
- vitamine B12 ou cyanocobalamine : trois à cinq ans ;
- vitamine C ou acide ascorbique :  à partir de deux à trois semaines.

## Problématiques
En principe, la définition, le diagnostic, le traitement et la prévention des avitaminoses ne posent pas de problèmes, notamment parce que la carence totale a perdu, depuis les années 1960, l'importance qu'elle avait dans les pays industrialisés.
Depuis, le concept classique de « carence » (totale) a été remplacé dans l'actualité par celui de « déficience » ou « insuffisance » indiquant une carence partielle pouvant induire des pathologies à plus long terme, suggérées par l'expérimentation animale et les études épidémiologiques.
Ceci entraine des discussions, voire des controverses, sur des problèmes de définitions (par exemple les normes indiquant une « déficience » dépendent des techniques de dosage et de leur fiabilité, et d'un consensus sur ce qui est « optimum »), sur les conséquences de santé (pathologies induites à long terme), et sur la prévention nutritionnelle.
En ce qui concerne la prévention, au début du XXIe siècle, le consensus est établi sur une alimentation équilibrée et variée, riche en fruits et légumes (les « cinq fruits et légumes par jour »). Il n'en est pas de même sur la nécessité d'une supplémentation vitaminique en sus de ces apports.
Le point de vue majoritaire des experts est qu'une telle supplémentation, dans la population « normale », est inutile (et parfois néfaste) au vu des études actuelles. Ce point de vue est discuté par des courants de médecine alternative ou naturelle, et n'est pas partagé par une grande partie de la population (aux États-Unis, plus d'un tiers de la population consomme régulièrement des suppléments vitaminés).